# Private banking
Private banking è un termine anglosassone che si riferisce a una serie di servizi bancari e finanziari forniti a clienti privati di alto profilo e dotati di patrimoni importanti.

## Definizione
Il termine “private” (privato) sta a indicare l'alto livello di personalizzazione e impegno messi a disposizione del singolo cliente, in opposizione ai servizi standardizzati offerti dalle istituzioni finanziarie ai normali clienti retail.
Originariamente i servizi di private banking venivano forniti a una clientela con disponibilità finanziarie particolarmente elevate, quantificabili in milioni (HNWI), ma negli ultimi anni è cresciuta l'offerta di servizi parzialmente assimilabili a quelli di private banking per clienti con disponibilità minori (€300.000 - 1.000.000).
Il termine private è spesso usato, in parte impropriamente, per indicare servizi finanziari coperti da segreto bancario o erogati da banche che hanno sede in paradisi fiscali.

## Servizi
La gamma di servizi offerte è molto ampia e variegata; infatti per gli utenti più sofisticati e più facoltosi è generalmente più corretto parlare di wealth management.
L'offerta tipica comprende:
- gestione di patrimoni
- gestione di fondi fiduciari
- consulenza riguardo a investimenti e finanziamenti
- consulenza nel settore immobiliare
- consulenza assicurativa
- consulenza previdenziale
- consulenza fiscale e legale
- consulenza corporate
- consulenza artistica e stilistica su arredamento e opere d'arte
- servizi specifici per liberi professionisti
- servizi specifici per enti filantropici (es: fondazioni)